# Diego López Pacheco y Enríquez
Diego López Pacheco y Enríquez (Escalona, 1503 - Escalona, 7 de febrero de 1556), III marqués de Villena, III duque de Escalona, III conde de Xiquena, VI conde de San Esteban de Gormaz, señor de Belmonte y marqués consorte de Moya. Fue escribano mayor de los reinos de Castilla y León, caballero del Toisón de Oro y, además, participó en las guerras que Carlos I de España sostuvo con Francia.
Era hijo de Diego López Pacheco y Portocarrero, II marqués de Villena y II duque de Escalona, y su esposa Juana Enríquez de Velasco, que era hija, a su vez, de Alonso Enríquez de Quiñones, III almirante de Castilla. Contrajo matrimonio con María Luisa Cabrera Bobadilla y Mendoza, III marquesa de Moya, y con ella tuvo tres hijos:
- Francisco, que sucedió en los títulos.
- Juana Pacheco de Cabrera, que se casó con Pedro de Zúñiga-Avellaneda y Bazán, V conde de Miranda del Castañar.
- Inés Pacheco, que se casó con su primo Diego Fernández Cabrera y Bobadilla, III conde de Chinchón.